# Katie Holmes

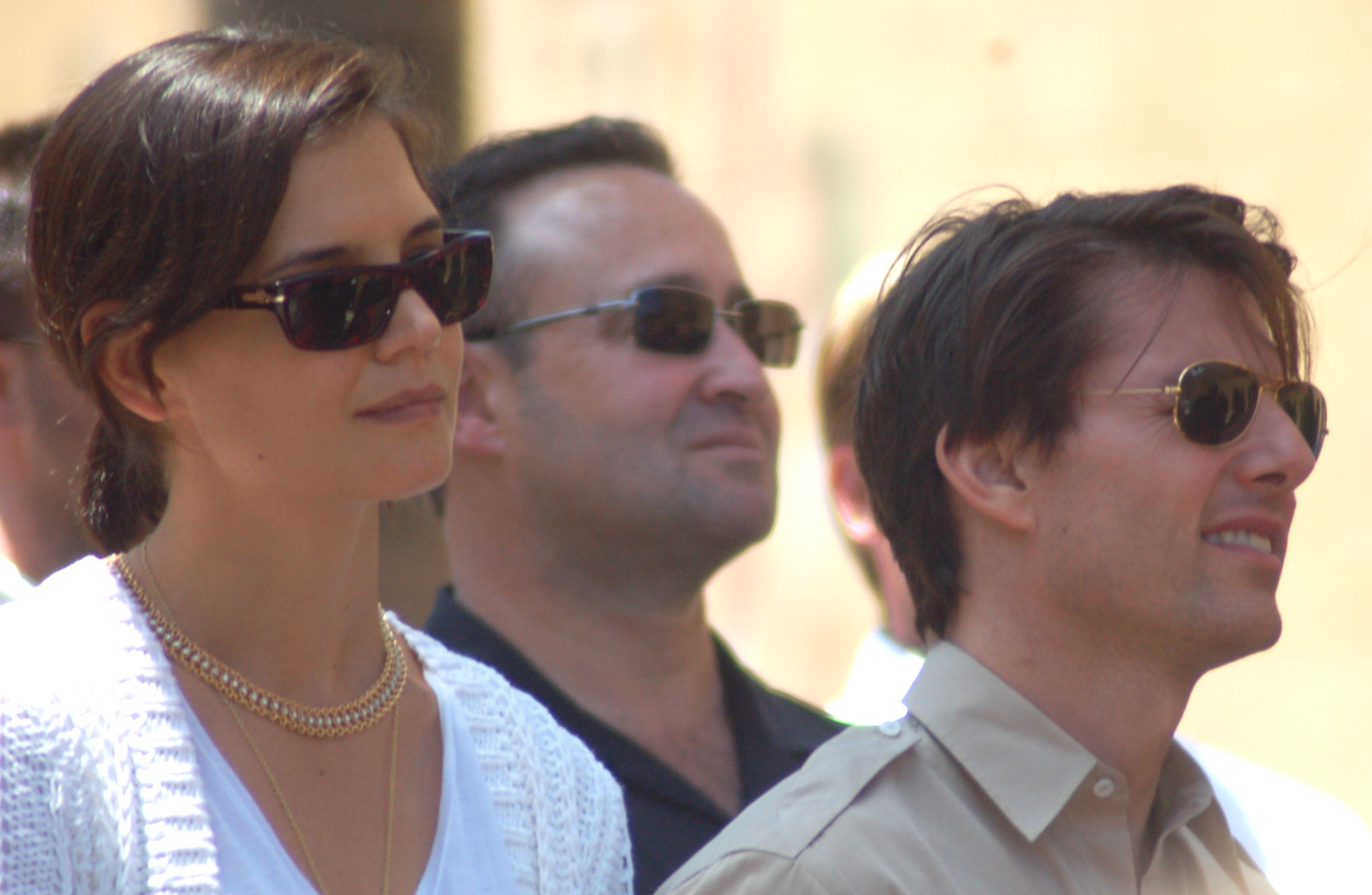
Spolu s Tomem Cruisem v červnu 2009.

Kate Noelle „Katie“ Holmes, přechýleně Holmesová, (* 18. prosince 1978 Toledo, Ohio) je americká herečka, která na sebe poprvé upozornila rolí Joey Potterové v teenagerovském seriálu Dawsonův svět, ve kterém hrála pět sezón (1998-2003).

## Osobní život
Na počátku roku 2005 byl intenzivně medializován její vztah s hercem Tomem Cruisem, především díky jejich šestnáctiletému věkovému rozdílu. V červnu, dva měsíce od prvního setkání, se zasnoubili. Přestože byla od dětství římskokatolického vyznání, krátce po začátku vztahu s Cruisem se připojila ke scientologické církvi. 18. dubna 2006 se jim narodila dcera Suri, 18. listopadu téhož roku proběhla svatba v Itálii.
Narodila se jako páté dítě (po třech sestrách a bratrovi) do rodiny advokáta specializujícího se na rozvodová řízení Martina Josepha Holmese a matky v domácnosti Kathleen A. Stothersové. Jejími sourozenci jsou Tamera (nar. 1968), Holly Ann (nar. 1969), Martin Joseph, Jr. (nar. 1970), který pracuje jako právník v Ohiu, a učitelka Nancy Kay (nar. 1975).
V červenci roku 2012 Katie Holmes a Tom Cruise oznámili, že se rozvedou, později se dohodli i na podmínkách rozvodu. Časopis People uvedl, že podle zdrojů blízkým oběma stranám padesátiletý Cruise a třiatřicetiletá Katie Holmes pracují na uspořádání, podle něhož by Holmesová bydlela s dcerou v New Yorku a Cruise by ji mohl hodně navštěvovat.
V letech 2014 až 2019 byl jejím partnerem zpěvák a herec Jamie Foxx.

## Ocenění
Za rok 2005 získala spolu s Tomem Cruisem a Eiffelovou věží Zlatou malinu v kategorii Most Tiresome Tabloid Targets (Nejotravnější terč bulvárních plátků).

## Filmografie

### Film
| Rok  | Název                       | Role                    | Poznámka                 |
| ---- | --------------------------- | ----------------------- | ------------------------ |
| 1997 | Ledová bouře                | Libbets Casey           | první profesionální role |
| 1998 | Podezřelé chování           | Rachel Wagner           |                          |
| 1999 | Go                          | Claire Montgomery       |                          |
| 1999 | Muppeti z vesmíru           | Joey Potter             |                          |
| 1999 | Pomsta                      | Leigh Ann Watson        | první hlavní role        |
| 2000 | Skvělí chlapi               | Hannah Green            |                          |
| 2000 | Téměř dokonalý zločin       | Jessica King            | první odhalená scéna     |
| 2002 | Opuštěná                    | Katie Burke             |                          |
| 2003 | Telefonní budka             | Pamela McFadden         |                          |
| 2003 | Zpívající detektiv          | Nurse Mills             |                          |
| 2003 | Večeře s April              | April Burns             |                          |
| 2004 | Láska na hlídání            | Samantha Mackenzie      |                          |
| 2005 | Batman začíná               | Rachel Dawes            |                          |
| 2005 | Děkujeme, že kouříte        | Heather Holloway        |                          |
| 2008 | Ženy v balíku               | Jackie Truman           |                          |
| 2010 | Poslední gigolo             | Mary Powell             |                          |
| 2010 | Romantici                   | Laura                   | také výkonná producentka |
| 2010 | Nebojte se tmy              | Kim                     |                          |
| 2011 | Uzavřený případ             | Kerry White             |                          |
| 2011 | Jack a Jill                 | Erin Sadelstein         |                          |
| 2013 | Days and Nights             | Alex                    |                          |
| 2014 | Dárce                       | Jonasova matka          |                          |
| 2014 | Pomsta je sladká            | Miss Meadows            |                          |
| 2015 | Hurá na fotbal              | starší Laura            | anglický dabing          |
| 2015 | Neklidná mysl               | Carla                   | také producentka         |
| 2015 | Dáma ve zlatém              | Pam                     |                          |
| 2016 | All We Had                  | Rita Carmichael         |                          |
| 2017 | Dear Dictator               | Darlene Mills           |                          |
| 2017 | Událost velkolepých rozměrů | Záchranářka č. 1        |                          |
| 2017 | Loganovi parťáci            | Bobbie Jo Logan Chapman |                          |
| 2018 | Debbie a její parťačky      | Samu sebe               |                          |
| 2018 | Dear Dictator               | Darlene Mills           |                          |
| 2019 | Coda                        | Helen Morrison          |                          |
| 2020 | Tajemství: Odvaha snít      | Miranda Wells           |                          |
| 2020 | Brahms: Chlapec 2           | Liza                    |                          |

### Televize
| Rok        | Film                       | Role                           | Poznámka                                                                |
| ---------- | -------------------------- | ------------------------------ | ----------------------------------------------------------------------- |
| 1998–2003  | Dawsonův svět              | Joey Potter                    | hlavní role, 128 dílů                                                   |
| 2001       | Saturday Night Live        | Samu sebe/moderátorka          |                                                                         |
| 2008       | Eli Stone                  | Grace                          | díl: „Grace“                                                            |
| 2011       | Kennedyové                 | Jacqueline Kennedyová          | hlavní role, 8 dílů                                                     |
| 2011, 2013 | Jak jsem poznal vaši matku | Naomi                          | 2 díly                                                                  |
| 2014       | Dangerous Liaisons         | Ann Walker                     | TV film                                                                 |
| 2015       | Ray Donovan                | Paige Finney                   | vedlejší role (3. řada), 11 dílů                                        |
| 2017       | Kennedyové po Camelotu     | Jacqueline Kennedyová          | mini-série, 4 díly, také výkonná producentka a režisérka jednoho z dílů |
| 2018       | No Apologies               | Hazel Otis                     | TV film                                                                 |
| 2018       | Robot Chicken              | Anna Mary Jones/Dee Dee (hlas) | díl: „Never Forget“                                                     |